# 天王星横断小惑星
天王星横断小惑星（てんのうせいおうだんしょうわくせい、英語: Uranus-crossing minor planets）は、その公転軌道が天王星の軌道と交差する小惑星である。この条件を満たす小惑星の多くはケンタウルス族である。一部のものは土星や海王星など他の惑星の軌道も横断する。

## 一覧
下記は2005年の時点で知られていた天王星横断小惑星である。なお、「†」は天王星の軌道に内接、「‡」は外接する。
- (2060) キロン †
- (5145) フォルス
- (5335) ダモクレス
- (7066) ネッスス
- (8405) アスボルス
- (10199) カリクロー †
- (10370) ヒュロノメ ‡
- (20461) ディオレッツァ

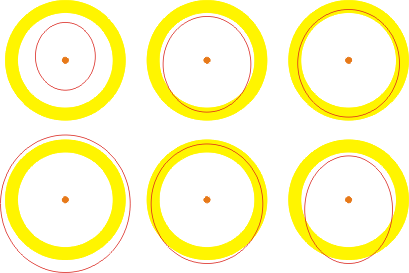
内接 (Inner-grazer): 中央上;
外接 (Outer-grazer): 中央下;
近傍 (Crosser): 右下;
共通軌道 (Co-orbital): 右上

- (29981) 1999 TD10
- (42355) テュフォン
- (44594) 1999 OX3
- (49036) en:49036 Pelion
- (52975) キルラルス
- (54598) en:54598 Bienor †
- (55576) en:55576 Amycus
- (65407) 2002 RP120
- (65489) ケト
- (73480) 2002 PN34
- (83982) クラントル
- (87555) 2000 QB243
- (88269) 2001 KF77 ‡
- (95626) 2002 GZ32
- 2011 QF99 - 天王星のトロヤ群